# TV Rock
TV Rock var en australsk dance-duo, der bestod af Grant Smillie og Ivan Gough.

## Diskografi

### Album
- Sunshine City (25. november 2006)

### Singles
| Year | Title                                                          | Chart positions | Chart positions | Chart positions | Chart positions | Album               |
| Year | Title                                                          | AUS             | FIN             | NZ              | UK              | Album               |
| ---- | -------------------------------------------------------------- | --------------- | --------------- | --------------- | --------------- | ------------------- |
| 2006 | "Flaunt It" (featuring Seany B)                                | 1               | —               | 3               | —               | Sunshine City       |
| 2006 | "Bimbo Nation" (featuring Nancy Vice)                          | 32              | 11              | —               | —               | Sunshine City       |
| 2007 | "The Others" (TV Rock vs Dukes of Windsor)                     | 10              | —               | —               | —               | single-only release |
| 2008 | "Release Me" (featuring Zoe Badwi)                             | —               | —               | —               | —               | Zoë                 |
| 2009 | "In the Air" (featuring Rudy)                                  | 37              | —               | —               | 43              | Until One           |
| 2011 | "Diamonds in the Sky" (With Hook n Sling featuring Rudy)       | —               | —               | —               | —               | Beatport Exclusive  |
| 2012 | "In My Mind (Axwell Mix)" (With Feenixpawl) (feat. Georgi Kay) | 29              | —               | 51              | —               | Until Now           |
| 2014 | "See Me Run" (featuring Walden)                                | —               | —               | —               | —               |                     |

### Andre singler
- 2008: "Been a Long Time" (featuring Rudy)
- 2010: "I Am Techno"
- 2011: "FIVEg" (with Dave Spoon)